# Мулен, Жюль
Жюль Мулен (фр. Jules Moulin; 13 ноября 1836, Париж — 6 мая 1876, Салоники, Османская империя) — французский дипломат.

## Биография
Окончил столичный лицей Сен-Луи (Lycée Saint-Louis), где его отец работал хирургом. В апреле 1858 года начал дипломатическую карьеру, работал внештатным атташе в консульствах Министерства иностранных дел Франции. В 1862—1863 и 1865 годах работал в Генеральном консульстве Франции в Тунисе.
В июне 1865 году был награждён Орденом Почётного легиона. В следующем году назначен консулом в Сараево (османские Босния и Герцеговина).
В декабре 1869 г. назначен консулом Франции в Салониках, втором по величине городе европейской части Османской империи. Женился на Мэри Эбботт, из семьи левантийских православных англичан. Мэри была сестрой Генри Эбботта, прусского консула.
Во время Боснийско-герцеговинского восстания, которое подогрело агрессивное настроение мусульман, консулы западных стран в Салониках стали опасаться репрессий против христианского населения. В сопровождении своего греческого коллеги Мулен и Генри Эбботт отправились к османскому губернатору, которому заявили о его бездействии перед лицом угроз, нависших над их согражданами. Арестованные мятежниками консулы были изолированы в мечети. Затем Мулен попытался успокоить фанатиков. Однако это на них не подействовало и они расправились с двумя консулами зарубив ятаганами и ударами металлических прутьев, вырванных из железных ворот.

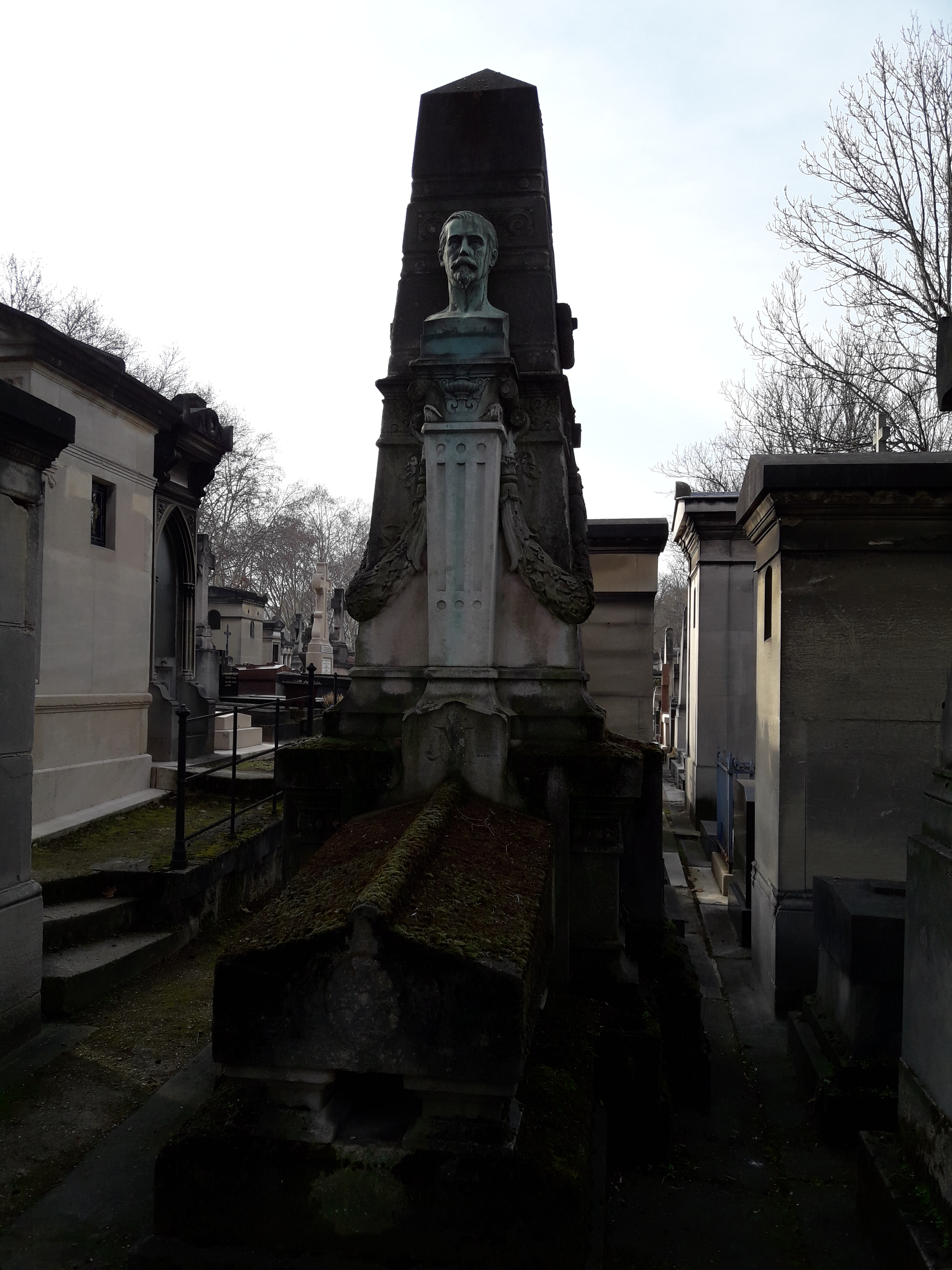
Надгробный памятник Жюля Мулена на кладбище Монпарнас

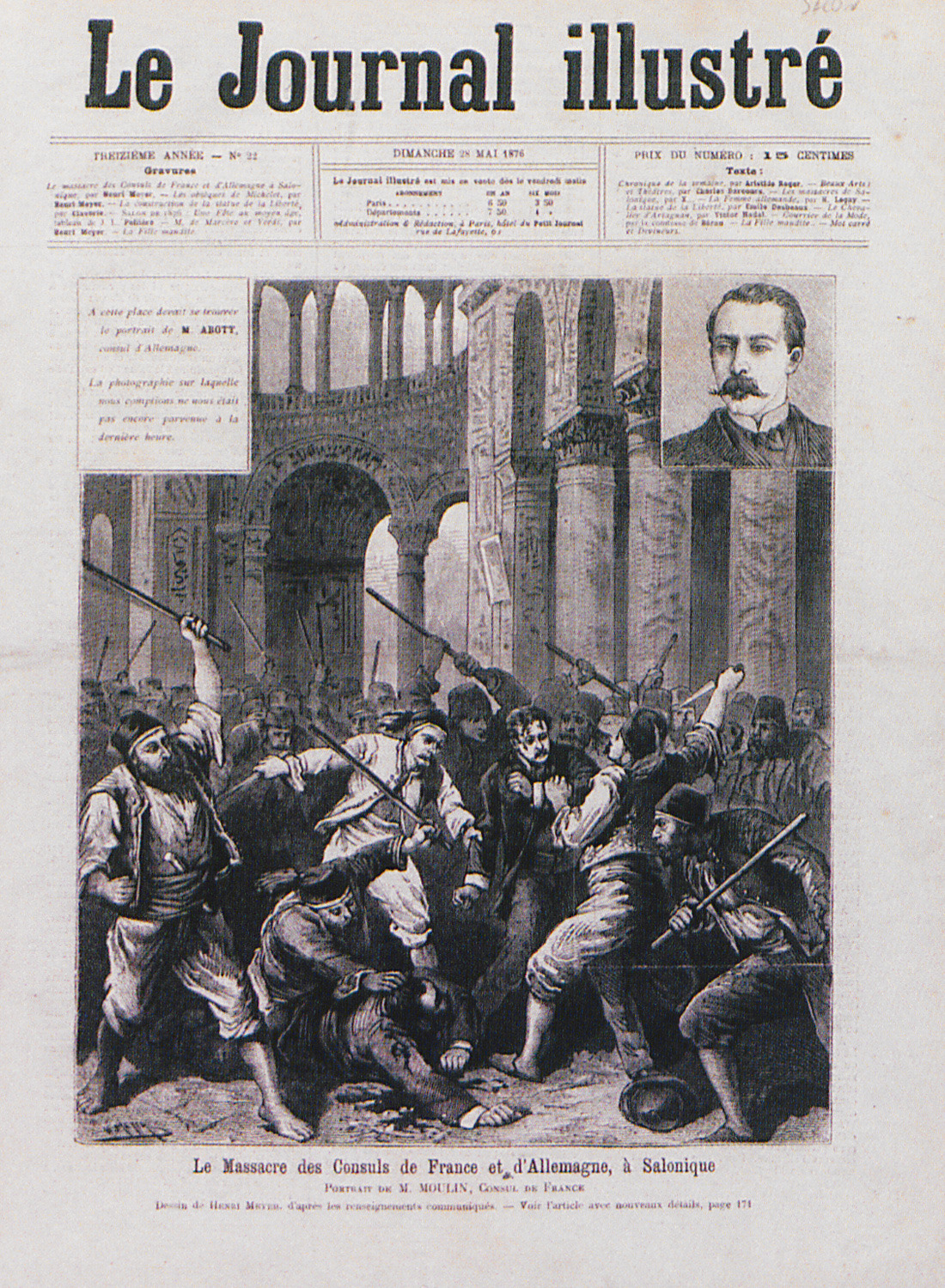
Убийство Жюля Мулена и Генри Эбботта

Тело французского консула было перевезено во Францию и похоронено в июне 1876 г. на кладбище Монпарнас.

## Память
- В вестибюле здания архива Министерства иностранных дел Франции установлена чёрная мраморная мемориальная таблица на которой выгравированы имена французских дипломатов, погибших при исполнении своих обязанностей, в том числе и Жюля Мулена.